# 오텔 드 빌역
오텔 드 빌(프랑스어: Hôtel de Ville, 프랑스어 발음: [otɛl də vil] ( 듣기), 시청을 뜻함)역은 파리 메트로 1호선과 11호선의 환승역이다. 이 역은 도시 중앙의 파리 4구내에 위치하며 인근에는 파리 시청사(Hôtel de Ville de Paris)가 있다.

## 위치
오텔 드 빌역은 파리의 시테섬 중앙부의 북동쪽에 위치해있다.

## 역사
오텔 드 빌역은 1900년 7월 19일 포르트 드 뱅센 ~ 포르트 마이요간의 1차 구간 노선의 일부로 개통된 8개역 중 하나이다. 11호선 승강장은 1935년 4월 28일  샤틀레 - 매리 데 릴라구간 노선의 일부로서 개통되었다.

### 1호선 자동화
오텔 드 빌역은 1호선 자동화를 위한 작업에 따라 개조공사를 거쳤다. 2009년 3월 21-22일 주말 동안, 1호선 승강장은 승객의 안전을 개선하고 무인 운전을 지원하기 위해 스크린도어가 설치되었다. 건설 기간 동안, 11호선역은 개방되어 있어, 서쪽으로 1호선 환승이 가능한 샤틀레 역까지 이동이 가능했다.

## 역 구조
| G  | 거리층                                                 | 출구                                                   |
| B1 | 대합실                                                 | 운임 구역                                              |
| B2 | 상대식 승강장, 오른쪽 출입문이 열림, 스크린도어 설치됨 | 상대식 승강장, 오른쪽 출입문이 열림, 스크린도어 설치됨 |
| B2 | 서행                                                   | ← 라데팡스-그랑다르슈 방면 (샤틀레)                    |
| B2 | 동행                                                   | → 샤토 드 뱅센 방면 (생폴) →                           |
| B2 | 상대식 승강장, 오른쪽 출입문이 열림, 스크린도어 설치됨 |                                                        |
| B3 | 상대식 승강장, 오른쪽 출입문이 열림                    | 상대식 승강장, 오른쪽 출입문이 열림                    |
| B3 | 남행                                                   | ← 샤틀레 방면 (시·종착역)                              |
| B3 | 북행                                                   | → 매리 데 릴라 방면 (랑뷔토) →                         |
| B3 | 상대식 승강장, 오른쪽 출입문이 열림                    |                                                        |

대부분의 파리 메트로역과 마찬가지로, 오텔 드 빌은 1호선 역과 11호선 역 모두 2개의 선로가 있는 상대식 승강장으로 구성되었다. 파리 메트로는 (대한민국과 마찬가지로) 국철과 반대 방향으로 운행하기 때문에 열차는 좌측이 아닌 우측통행으로 운행한다. 오텔 드 빌역의 두 노선은 서로 수직으로 배치되어 있다. 즉, 리볼리 도로(Rue de Rivoli) 아래의 1호선 승강장과 르누아르 도로(Rue de Renard) 밑의 11호선 승강장으로 이루어졌다.

## 사진첩

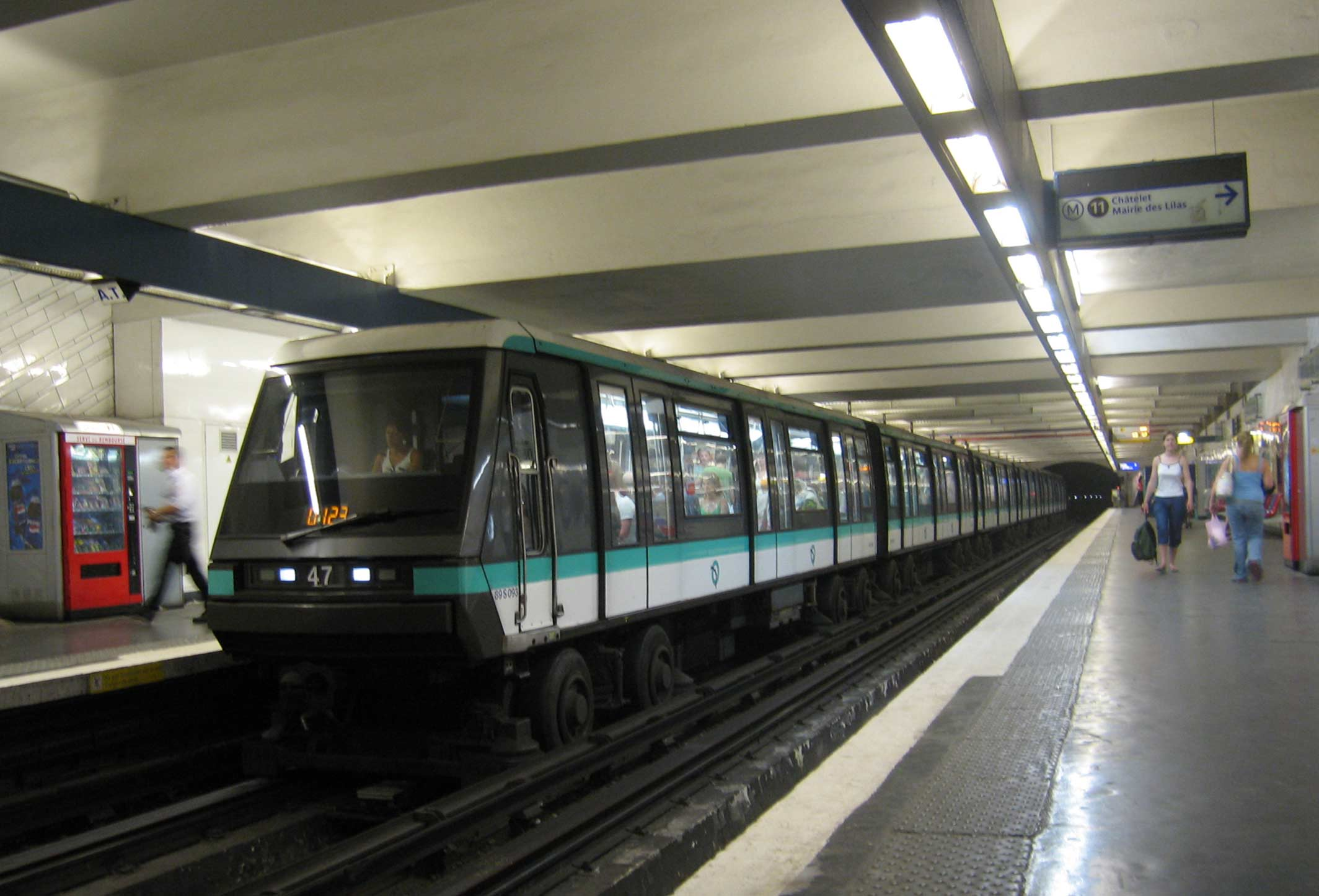
1호선 승강장에 진입한 MP 89 열차
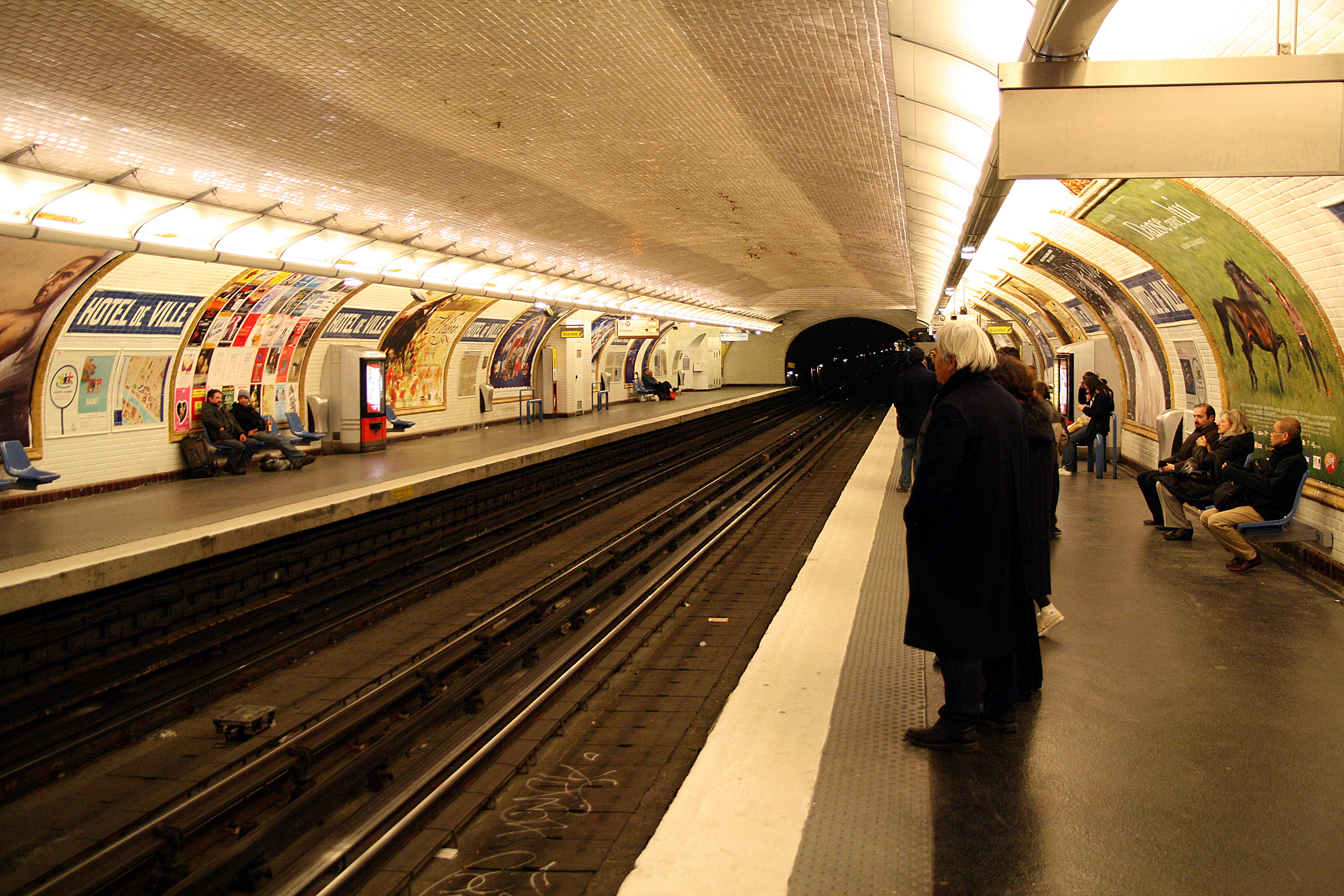
11호선 승강장